# Grisú
El grisú (del francés grisou) es un gas que puede encontrarse en las minas subterráneas de carbón, capaz de formar atmósferas explosivas.

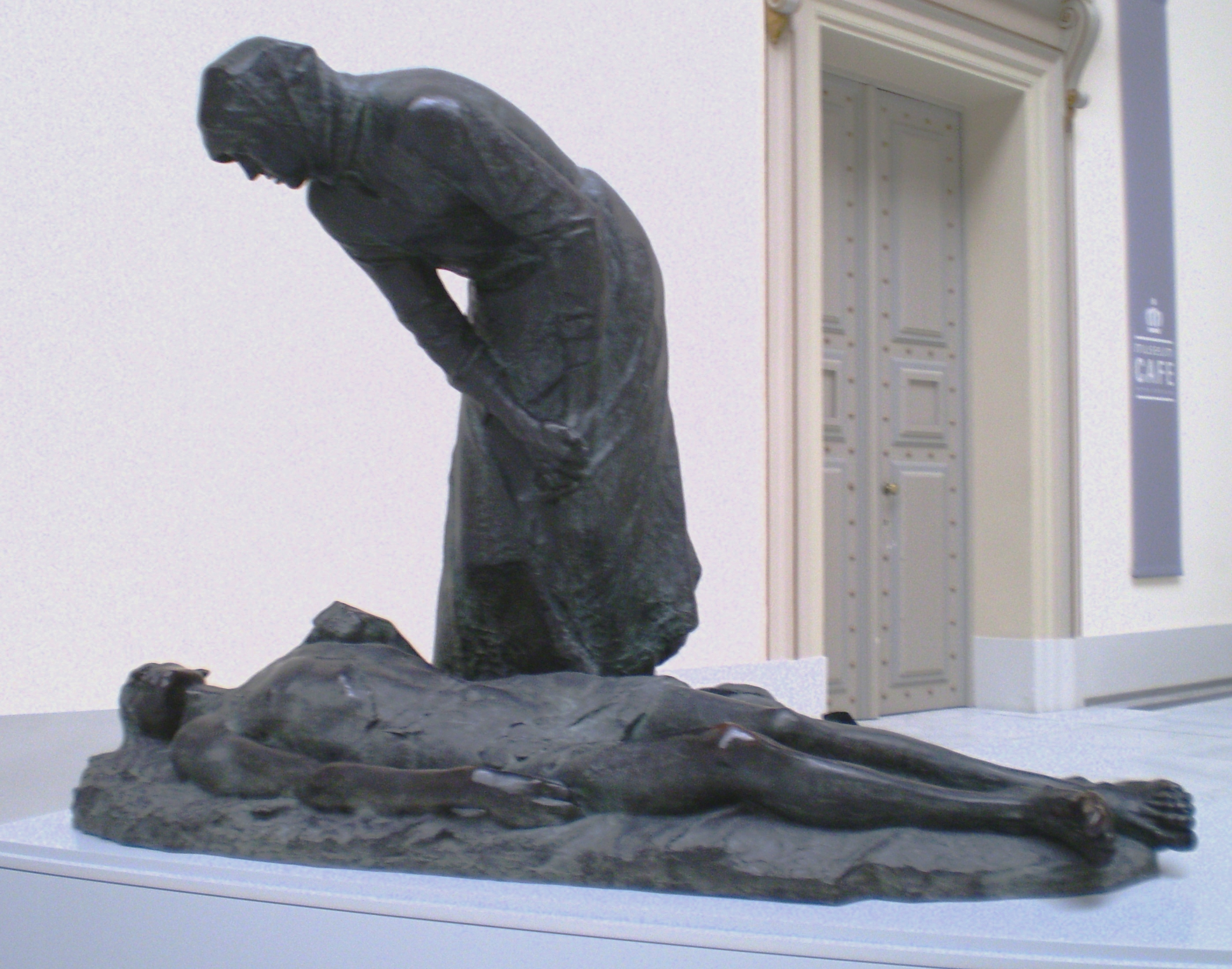
Le grisou, por Constantin Meunier.

## Composición
El componente principal del grisú es el metano. Dependiendo de los yacimientos, aparecen otros gases como el etano, dióxido de carbono y, en menor proporción, hidrógeno, helio y argón.

## Origen
El grisú tiene el mismo origen que el carbón y se forma a la vez que él. En el proceso de carbonificación, el carbón desprende diversos elementos, como hidrógeno, carbono y oxígeno, en forma de agua y gases como el dióxido de carbono, el metano, etcétera.
Estos gases en parte quedan retenidos en la capa de carbón y estratos adyacentes, mientras el resto migra.

## El grisú en el carbón
La mayor parte del grisú, en torno al 95%, se encuentra adsorbido sobre la superficie interna del carbón. Esta adsorción es debida a la fuerzas de Van der Waals entre las moléculas del gas y las partículas de carbono. Se estima que el carbón tiene una superficie interna de 20 a 200 m²/g, con lo cual puede adsorber una cantidad importante de grisú.
El resto del grisú, alrededor del 5%, está en forma libre en las grietas, fisuras y fracturas que existen en el interior de la capa y del propio carbón.
También es posible la presencia de grisú en otros tipos de yacimientos sedimentarios, como potasa, yeso o caliza. Su contenido en grisú es menor que en el caso del carbón debido a la ausencia de sustancias adsorbentes.

## El grisú en la mina
Cuando se crea un hueco en el interior de la mina, se produce una zona de relajación de presiones alrededor del hueco, que a su vez está rodeada por otra zona de sobrepresiones.
Estos cambios originan la aparición de fracturas en ambas zonas, permaneciendo abiertas únicamente las presentes en la zona distendida. Si en esta zona existe carbón con grisú, este fluirá hacia el hueco. En primer lugar lo hará el gas libre de las fisuras. Y después, el gas adsorbido se desplaza lentamente hacia las fisuras y de ellas al hueco. Este fenómeno se denomina desgasificación.
Cuando se arranca el carbón este suele estar parcialmente desgasificado y continúa desgasificándose mientras se transporta hacia el exterior.
La velocidad con que se desgasifíca depende de diversos factores como la granulometría del carbón, la temperatura y la composición del grisú.
Cuando el grisú llega al hueco se diluye en la atmósfera presente en el mismo, mezclándose con el aire de la ventilación.

## Propiedades
Desde el punto de vista de la seguridad en las minas subterráneas de carbón, las propiedades más importantes del grisú son su inflamabilidad y su densidad y están dadas por el componente principal, el metano.
En cuanto a la inflamabilidad la mezcla de metano y aire es explosiva entre el 5% y el 15%, límite inferior de explosividad (LIE) y límite superior (LSE), respectivamente. Por encima del LSE y por debajo del LIE la mezcla no es combustible, por exceso de combustible y de aire, respectivamente. No obstante, las mezclas entre el 4 y 6 % pueden arder en presencia de llama desnuda, apagándose al retirarla. Y aquellas con concentración entre el 14 y el 16 % tienen el mismo comportamiento ante una llama, pero continúan ardiendo después de ser retirada.
Con respecto a la densidad, el metano es más ligero que el aire, con lo cual puede flotar sobre él. En condiciones de baja velocidad de la ventilación, el grisú puede acumularse en las zonas más altas de las galerías en concentraciones inflamables. A altas velocidades el grisú se mezcla con el aire no siendo posible su separación posterior debido a la diferencia de densidades.

## Explosiones

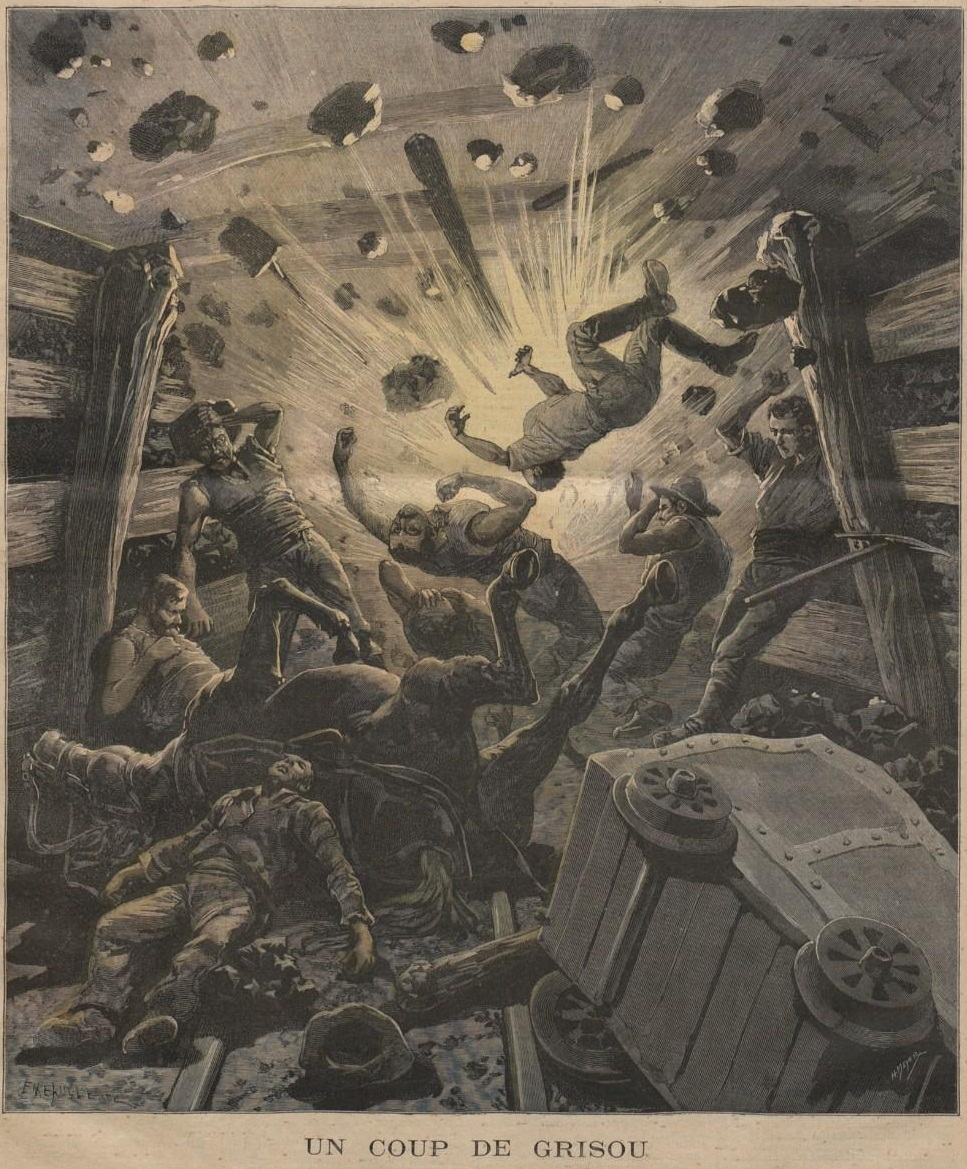
Explosión de grisú en una mina francesa. Ilustración del suplemento de domingo de Le Petit Journal, París. 1892

Cuando la concentración de metano se encuentra entre los límites de explosividad, puede producirse una explosión si en la zona existe una fuente de energía suficiente. Esta puede ser:
- Llamas desnudas
- Chispas de origen mecánico o eléctrico
- Compresiones adiabáticas u ondas de choque
- Superficies o gases calientes

La concentración más peligrosa es la correspondiente al 9,5% que es la que se corresponde a la mezcla que menor energía necesita para provocar una explosión.
En caso de producirse una explosión de grisú, las consecuencias pueden ser catastróficas en pérdidas de vidas humanas y materiales. Además, una explosión de grisú puede iniciar una explosión de polvo de carbón, de consecuencias mucho más catastróficas.
Una explosión de grisú se desarrolla como una onda de choque (un aumento repentino de presión) seguido de un frente de reacción (una llama). En el caso de que exista polvo de carbón depositado en las paredes de las galerías, la onda de choque provoca que el polvo se ponga en suspensión en la atmósfera, incendiándose con el paso de la llama y provocando una explosión de polvo de carbón. Esta explosión progresará por las partes de la mina donde haya suficiente polvo de carbón depositado en las paredes. La mayor catástrofe minera en Europa ocurrió en Francia el 10 de marzo de 1906, en la denominada Catástrofe de Courrières. Oficialmente murieron 1099 personas, debido a una explosión de polvo de carbón que recorrió 110 km de galerías, probablemente originada por una explosión de grisú.

## Medidas de seguridad
Las medidas de seguridad relacionadas con el grisú están relacionadas con evitar la posibilidad de explosiones o minimizar sus efectos.
Para evitar las explosiones es posible actuar de dos maneras:
- Mantener la concentración de metano por debajo del 5%
- Evitar las fuentes energéticas capaces de inflamar el metano

Para el primer objetivo se recurre a la ventilación. Así el aire limpio que se introduce del exterior diluye el metano en el interior de manera que su concentración sea inferior al 5%. La medida de la concentración se realiza con unos aparatos llamados metanómetros o grisuómetros.
El segundo objetivo obliga a utilizar en el interior de las minas subterráneas de carbón equipos y materiales especialmente diseñados para utilizarse en atmósferas explosivas. Esto afecta especialmente a equipos, maquinaria, materiales eléctricos, explosivos y accesorios de voladura.
Como medidas de seguridad extremas se recurre a sistemas que eviten que una explosión se propague. En el caso de alguna maquinaria eléctrica se recurre a envolventes capaces de soportar una explosión en su interior sin propagarla. Es lo que se conoce como envolventes antideflagrantes.
También se usan dispositivos colocados en las galerías, que impiden que una explosión se propague al resto de la mina, y se denominan barreras. Su funcionamiento se basa en la dispersión de agua o polvo de roca inerte en la atmósfera para enfriar la explosión y extinguirla.

## Utilización industrial
El grisú puede ser aprovechado como fuente de metano. Para ello se recurre a aprovechar el grisú del interior de las minas o el grisú de las capas de carbón.